# The Package (serie televisiva)
The Package (더 패키지?, Deo PaekijiLR) è una serie televisiva sudcoreana trasmessa su JTBC dal 13 ottobre al 18 novembre 2017.

## Trama
Yoon So-so vive in Francia, dove si era trasferita anni prima insieme al fidanzato contro il parere della sua famiglia; il loro matrimonio è fallito, ma la ragazza, restia a tornare in Corea e affrontare i parenti, è rimasta a Parigi, trovando lavoro come guida turistica. Una delle comitive che le vengono affidate è composta da sette viaggiatori, ciascuno con una storia personale: San Ma-ru ha preso le ferie mentre l'azienda per cui lavora ha intentato una causa contro di lui per diffamazione; Kim Gyung-jae e Han So-ran sono una coppia che vive una crisi dopo sette anni di relazione; Jung Yeon-sung è in vacanza con una donna più giovane, Na-hyun, apparentemente la sua amante; Oh Gap-soo è un anziano testardo e brontolone e sua moglie, la remissiva Book-ja, tiene segreto di avere un tumore. Inoltre, il fratello minore di So-so arriva dalla Corea per riportarla a casa. Ciascuno dei viaggiatori ha i propri problemi e non vuole restare coinvolto nelle vite degli altri, ma viaggiando insieme per otto giorni diventano amici, mentre Ma-ru e So-so si innamorano.

## Personaggi
- Yoon So-so, interpretata da Lee Yeon-hee
Battezzata "So-so" nella speranza che potesse sempre sorridere, la vita le ha invece riservato altro: al secondo anno di università, contro il parere dei suoi genitori, ha seguito il suo ragazzo in Francia e si sono sposati, ma lui l'ha lasciata ed è tornato in Corea del Sud quando è stato nominato professore. Vergognandosi di non aver completato gli studi e non sentendosela di affrontare la sua famiglia, So-so è rimasta a Parigi e ha iniziato a lavorare part-time come guida turistica, venendo poi assunta a tempo pieno.
- San Ma-ru, interpretato da Jung Yong-hwa
Dipendente di una casa farmaceutica dall'animo onesto, fatto che l'ha messo nei guai con i suoi superiori quando ha scoperto un illecito aziendale e ha deciso di denunciarlo. La sua ragazza e collega, Ye-bi, non l'ha sostenuto, e pertanto Ma-ru è partito da solo per la vacanza in Francia che dovevano fare insieme.
- Kim Gyung-jae, interpretato da Choi Woo-shik
Ha acquistato il pacchetto vacanze come sorpresa per la sua ragazza, So-ran, con l'intenzione di chiederle di sposarlo dopo sette anni di relazione.
- Han So-ran, interpretata da Ha Shi-eun
Dipendente di una società di design, stanca di avere una vita e una relazione mediocri. A causa dello stress, ha continui problemi di stitichezza.
- Jung Yeon-sung, interpretata da Ryu Seung-soo
Rimasto vedovo quando la figlia era piccola, da allora ha dedicato la sua vita esclusivamente a lei, ma quando la ragazza è diventata un'adolescente hanno smesso di comunicare e di capirsi.
- Jung Na-hyun, interpretata da Park You-na
Figlia di Yeon-sung che sogna di diventare una regista, è stata appena espulsa da scuola per aver realizzato un cortometraggio sui preservativi che l'associazione genitori ha ritenuto osceno. Vorrebbe che suo padre pensasse di più a se stesso anziché preoccuparsi sempre di quello che pensa lei.
- Oh Gap-soo, interpretato da Jung Kyoo-soo
Titolare di un ristorante di cucina coreana, dal carattere testardo e brontolone. È partito per la Francia per farsi perdonare dalla moglie, con cui non è mai stato gentile.
- Han Book-ja, interpretata da Lee Ji-hyun
Titolare di un ristorante di cucina coreana e moglie di Gap-soo, a cui tiene nascosto di avere pochi mesi di vita a causa di un tumore. Da giovane era rimasta affascinata dalla mascolinità del marito, ma con la vecchiaia ha iniziato a trovarlo insopportabile.
- Yoon Su-su, interpretato da Yoon Park
Fratello minore di So-so, verso cui è molto protettivo. Era un maestro di ginnastica, ma quando si è trovato davanti l'ex-marito della sorella l'ha aggredito e ha dovuto scontare una pena in carcere. Una volta libero, parte per la Francia per cercare So-so e convincerla a tornare a casa.

### Altri personaggi
- Bae Hyeong-goo, interpretato da Jang Seung-jo
Ex-marito di So-so.
- Kim Tae-young, interpretato da Park Joo-hyung
Superiore di So-ran, che ha iniziato a corteggiare prima della partenza della ragazza per la Francia.
- Oh Ye-bi, interpretata da Chae So-young
Ex-compagna di università di Ma-ru, ora sua ragazza e collega di lavoro.
- Capodipartimento, interpretato da Kim Min-sang
Superiore di Ma-ru.
- Caposezione Kim, interpretato da Jung Hee-tae
Collega di Ma-ru.
- Byung-se, interpretato da Kang Bong-sung
Amico di Ma-ru.
- Madre di So-so, interpretata da Hwang Young-hee
- Padre di So-so, interpretato da Lee Han-wi
- Han Doo-ri, interpretata da Jang Hee-ryung
Promessa sposa di Su-su.
- Madre di Doo-ri, interpretata da Kim Young-sun
- Padre di Doo-ri, interpretato da Min Bok-gi
- Mi-jung, interpretata da Oh Yeon-ah
Promessa sposa di Yeon-sung, che sembra tradire ripetutamente; in realtà lavora con dei giovani modelli. Spera di essere una buona matrigna per Na-hyun.
- Capo di So-so, interpretato da Sung Dong-il

## Produzione
«Quando si partecipa a un viaggio organizzato, si incontrano persone che non si capiscono davvero. Ma quando si ascoltano le loro storie, arriva un momento in cui si capisce. Quando ci si allontana dal trambusto della vita quotidiana, le cose a noi più vicine diventano più vivide. Non sono forse i viaggiatori le persone più vicine a noi in questo momento? Volevo raccontare una storia su come queste persone così vicine giungono a capirsi a vicenda.»

— Chun Sung-il sul motivo per cui ha voluto rappresentare le relazioni attraverso il tema dei viaggi organizzati.
La serie, prodotta da JYP Pictures, una società fondata dalla JYP Entertainment nel 2013, venne annunciata il 17 maggio 2016: si trattò della prima opera per il piccolo schermo dello sceneggiatore Chun Sung-il in quattro anni dopo 7geup gongmu-won. Al termine di un viaggio in Francia a cui Chun partecipò, la guida turistica augurò ai membri del gruppo che la felicità provata durante la vacanza rendesse più felice anche il mondo in cui vivevano: queste parole ispirarono lo sceneggiatore definendo la storia che voleva raccontare, incentrata sui rapporti interpersonali che si creano inevitabilmente stando sullo stesso autobus e mangiando insieme durante un viaggio organizzato.
Il 26 maggio, Osen riportò che, secondo fonti dell'industria televisiva, Lee Yeon-hee avrebbe probabilmente interpretato la protagonista; la sua agenzia commentò in giornata che aveva ricevuto un'offerta di casting e la stava valutando positivamente. La sua apparizione venne confermata il successivo 2 agosto da un comunicato stampa della rete televisiva JTBC, che annunciò contemporaneamente anche il resto del cast principale e la trama.
Le riprese si svolsero prima in Corea del Sud, poi la troupe si trasferì in Francia, installandosi per ventisette giorni – da inizio settembre fino a ottobre – in Normandia. La ricerca delle location, il reclutamento dei tecnici, il casting e i rapporti con le autorità locali vennero organizzati con il supporto della Normandy Filming Agency. Le riprese si svolsero a Mont Saint-Michel, Deauville, Trouville, Honfleur, Parigi e Saint-Malo.
Il 26 giugno 2017 venne annunciato che The Package sarebbe andata in onda a ottobre su JTBC, al termine della seconda stagione di Hello, My Twenties!; la data esatta della prémière, il 13 ottobre, venne comunicata a settembre, mese in cui venne presentata in anteprima al Festival de la fiction TV tenutosi a La Rochelle dal 13 al 17 settembre, e durante il quale cominciarono a uscire i video teaser. L'11 ottobre la serie venne presentata in conferenza stampa.

## Accoglienza
Jung Deok-hyun di Entermedia ha definito The Package un drama "un po' inusuale", che, oltre a raccontare ciò che avviene nella destinazione di un viaggio, "riflette sul modo in cui viviamo attraverso le persone che incontriamo lì", ritenendo che "le storie catturate durante il viaggio ad Auvers e Mont Saint-Michel hanno risuonato in modo calmo ma non debole con l'armonia di significati della vita, della morte e della salvezza". Yang Ji-yeon di Sedaily l'ha definito "veramente attraente", apprezzando la regia e le performance degli attori, oltre alla tematica dell'amore predestinato che caratterizza il rapporto tra So-so e Ma-ru.
Lee Yeon-hee è stata lodata per la recitazione naturale e la dimestichezza con i lunghi dialoghi interamente in francese, lingua che l'attrice non conosceva e che ha studiato per un mese prima delle riprese, e grazie alla serie è stata nominata ambasciatrice dell'Ente nazionale francese per il turismo.

### Ascolti
The Package esordì con uno share nazionale dell'1,749%, registrando ascolti inferiori alle aspettative durante tutta la messa in onda.
| Episodio | Titolo | Data di trasmissione | Share               | Share                      |
| Episodio | Titolo | Data di trasmissione | A livello nazionale | Area metropolitana di Seul |
| -------- | --- | -------------------- | ------------------- | -------------------------- |
| 1        | 떠나지 말 걸 그랬어?, Tteonaji mal geol geuraess-eoLR; lett. "Non volevo andarmene"                                                         | 13 ottobre 2017      | 1,749%              | –                          |
| 2        | 만나지 말 걸 그랬어?, Mannaji mal geol geuraess-eoLR; lett. "Avrei dovuto incontrarlo"                                                      | 14 ottobre 2017      | 1,685%              | 2,039%                     |
| 3        | 울지마, 거기 뱀 나와?, Uljima, geogi baem na-waLR; lett. "Non piangere, o spunterà un serpente"                                             | 20 ottobre 2017      | 2,139%              | 2,710%                     |
| 4        | 다 잘 될거야, 더 잘못하지 않으면?, Da jal doelgeo-ya, deo jalmos-haji anh-eumyeonLR; lett. "Funzionerà, purché non incasini tutto di nuovo" | 21 ottobre 2017      | 1,664%              | 1,745%                     |
| 5        | 사랑이 가장 쉽다?, Sarang-i gajang swipdaLR; lett. "L'amore è la cosa più facile"                                                           | 27 ottobre 2017      | 1,612%              | –                          |
| 6        | 프랑스 영화처럼?, Peurangseu yeonghwacheoreomLR; lett. "Come un film francese"                                                              | 28 ottobre 2017      | 1,869%              | 2,187%                     |
| 7        | 사랑하는데 걸리는 시간?, Saranhaneunde geollineun siganLR; lett. "Il tempo necessario ad amare"                                             | 3 novembre 2017      | 2,041%              | –                          |
| 8        | 이별하는데 걸리는 시간?, Ibyeolhaneunde geollineun siganLR; lett. "Il tempo necessario a lasciarsi"                                         | 4 novembre 2017      | 1,705%              | 2,113%                     |
| 9        | 어떤 남자, 어떤 여자?, Eotteon namja, eotteon yeojaLR; lett. "Un uomo, una donna"                                                           | 10 novembre 2017     | 1,580%              | –                          |
| 10       | 잘 알지도 못하면서?, Jal aljido mothamyeonseoLR; lett. "Non capisci neanche"                                                                | 11 novembre 2017     | 1,955%              | 2,154%                     |
| 11       | 바보처럼 살았군요?, Babocheoreom sar-atgun-yoLR; lett. "Ho vissuto da stupido"                                                              | 17 novembre 2017     | 1,540%              | –                          |
| 12       | 사랑해?, SaranghaeLR; lett. "Ti amo" | 18 novembre 2017     | 2,381%              | 2,572%                     |
| Media    | Media | Media                | 1,827%              | –                          |

## Colonna sonora
L'album della colonna sonora è uscito il 17 novembre 2017.
Disco 1
1. B1A4 – You Are My Baby – 3:07 (testo: Heo Sung-jin, Gaemi, Changjo – musica: Heo Sung-jin, Ha Hyung-joo, Hong Sung-joon)
2. The Ade – Unreal – 3:58 (Seo Jae-ha, Kim Young-seon, Zigzag Tone)
3. John Park – Fateful Love (운명처럼?, UnmyeongcheoreomLR; lett. "Come se fosse destino") – 3:05 (testo: Kang Tae-gyu, Hwang Soo-jung, Park Song-ah – musica: Gaemi)
4. JB e Jackson (Got7) – U & I – 3:33 (testo: earattack, Jackson – musica: earattack)
5. Yoon DdanDdan e Eunha (GFriend) – You Look Nice Today (오늘따라 예쁘다?, Oneulttara yeppeudaLR) – 3:11 (Crazy Park, Michin Gijibae)
6. Kim Na-young e Dindin – The Package – 3:56 (testo: Gaemi, Dindin – musica: Gaemak, Kim Se-jin)
7. Lim Ji-eun – Imagine – 2:59 (testo: Kim Ji-eun, Gaemi – musica: Lim Ji-eun)
8. Joshua Park – Fateful Love (versione cinese) – 3:49 (testo: Kang Tae-gyu, Hwang Soo-jung, Park Soo-ah, Jia Jia, chengxiang – musica: Gaemi)

Disco 2
1. Paris Paris Paris (feat. Kim Na-young) – 3:07 (musica: Gaemi)
2. Fairy-Circle – 3:34 (musica: Lee Gun-young)
3. Mannheim Boys' Choir – Beautiful Day (아름다운 날?, Areumda-un nalLR) – 3:40 (testo: Lee Jung-hyun – musica: Lee Gun-young)
4. Want Some Wine? (와인 한잔 할래요??, Wa-in hanjan hallae-yo?LR) – 3:06 (musica: Gaemi, Lee Gun-young)
5. Land Scape – 2:56 (Lee Seong-gu)
6. A New Meeting (새로운 만남?, Sero-un mannamLR) – 2:46 (musica: Gaemi, Lee Gun-young)
7. Longing for Tour Eiffel (에펠탑을 그리며?, Epeltab-eul geurimyeoLR) – 3:06 (musica: Park Jung-hwan)
8. French Waltz (프렌치 왈츠?, Peurenchi walcheuLR) – 2:22 (musica: Lee Gyu-ok)
9. A Journey (여행이다?, Yeohaeng-idaLR; lett. "È un viaggio") – 3:02 (musica: Park Mi-sun)
10. Never Say OK (툭 하면 하지말래?, Teuk hamyeon hajimallaeLR; lett. "Non farlo se non vuoi") – 2:20 (musica: Park Hye-min)
11. I Am Sanmaroo (난 산마루다?, Nan San Ma-ruLR) – 3:02 (musica: Jo Seol-gyu, Seo Kang-hee)
12. Bonjour (봉쥬르?, BongjyureuLR) – 3:07 (musica: Park Yun-seo)
13. Our Story Along the Seine (세느 강변에서 우리?, Seneu gangbyeon-eseo uriLR) – 2:00 (musica: Lee Gun-young)
14. On a Narrow Alley (어느 작은 골목길에서?, Eoneu jag-eun golmonggir-eseoLR) – 2:10 (musica: Gaemi)
15. A Sunny Day (햇살 쏟아지는 날에?, Haetsal ssod-ajineun nar-eLR) – 2:58 (musica: Lee Gun-young)
16. My One and Only 2 (내 운명의 한사람 2?, Nae unmyeong-ui hansaram 2LR) – 3:20 (musica: Gaemi)
17. Hold Me (여보 아프지마?, Yeobo apeujimaLR; lett. "Amore, non soffrire") – 4:18 (musica: Gaemi, Lee Gun-young)
18. The Fortunetellers (점쟁이들?, Jeomjaeng-ideulLR) – 1:21 (musica: Lee Gun-young)
19. My One and Only (내 운명의 한사람?, Nae unmyeong-ui hansaramLR) – 3:21 (musica: Gaemi, Lee Gun-young)
20. Hold Me (잡아야 해?, Jab-a-ya haeLR) – 1:58 (musica: Lee Gun-young)
21. Marry-Go-Round – 2:31 (musica: Lee Gun-young)
22. Carnival – 1:51 (musica: Lee Gun-young)
23. Busy Day (분주한 일상?, Bunjuhan ilsangLR) – 1:28 (musica: Lee Gun-young)
24. Peace – 3:23 (musica: Lee Seong-gu)
25. Speech Bubble – 1:49 (musica: Jung Yoo-jin)
26. We Don't Have Much Time (시간이 없는 관계로?, Sigan-i eomneum gwangyeroLR) – 2:28 (musica: Gaemi)
27. I Am Sanmaroo 2 (난 산마루다 2?, Nan San Ma-ru 2LR) – 3:00 (musica: Jo Seol-gyu, Seo Kang-hee)
28. Shall We Love? (우리 사랑할래요??, Uri saranghallae-yo?LR) – 3:05 (musica: Gaemi)
29. Your Are My Destiny (운명처럼 그대?, Unmyeongcheoreom geudaeLR; lett. "Tu che sei come il destino") – 3:23 (musica: Gaemi)

Tracce digitali bonus
1. Into the Memories (기억속으로?, Gi-eok-sog-euroLR) – 3:03 (musica: Lee Gyu-ok)
2. The Bard – 2:42 (musica: Lee Gun-young)
3. Under the Stars (별빛아래서?, Byeolbich-araeseoLR) – 2:24 (musica: Jo Seol-gyu, Seo Kang-hee)
4. Veli – 1:53 (musica: Lee Gun-young)
5. What's On Your Mind? (속마음이 뭐니??, Songma-eum-i mwoni?LR) – 2:07 (musica: Lee Gun-young)
6. Lost in Memories (추억을 넘기며?, Chu-eog-eul neomgimyeoLR) – 4:23 (musica: Gaemi)